# Rim (żupania istryjska)
Rim – wieś w Chorwacji, w żupanii istryjskiej, w mieście Buzet. W 2011 roku liczyła 36 mieszkańców.